# Eresfjord
Eresfjord är en by i Molde kommun i Møre og Romsdal fylke i västra Norge. Byn ligger vid fylkesväg 6014, på östra sidan av älven Eira, mellan Eresfjorden och insjön Eikesdalsvatnet.
Tidigare har orten utgjort centralort i dåvarande Eresfjord og Vistdals kommun, därefter har den tillhört dåvarande Nessets kommun.